# Amblyptilia acanthadactyla
Amblyptilia acanthadactyla là một loài bướm đêm thuộc họ Pterophoroidea. Loài này có ở châu Âu.
Sải cánh dài 17–23 mm. Con trưởng thành bay nearly quanh năm.
Ấu trùng ăn various low growing plants.

## Hình ảnh

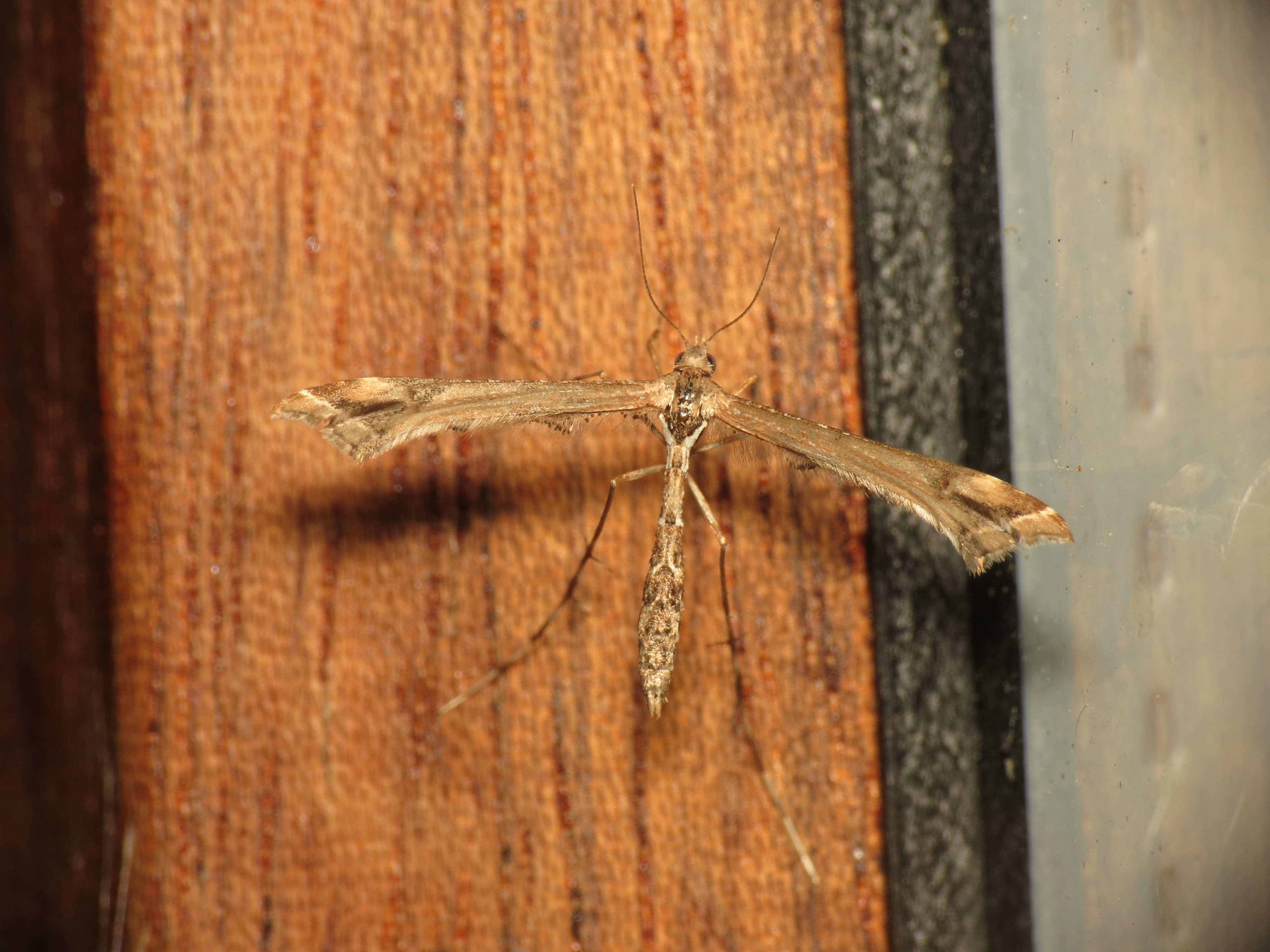
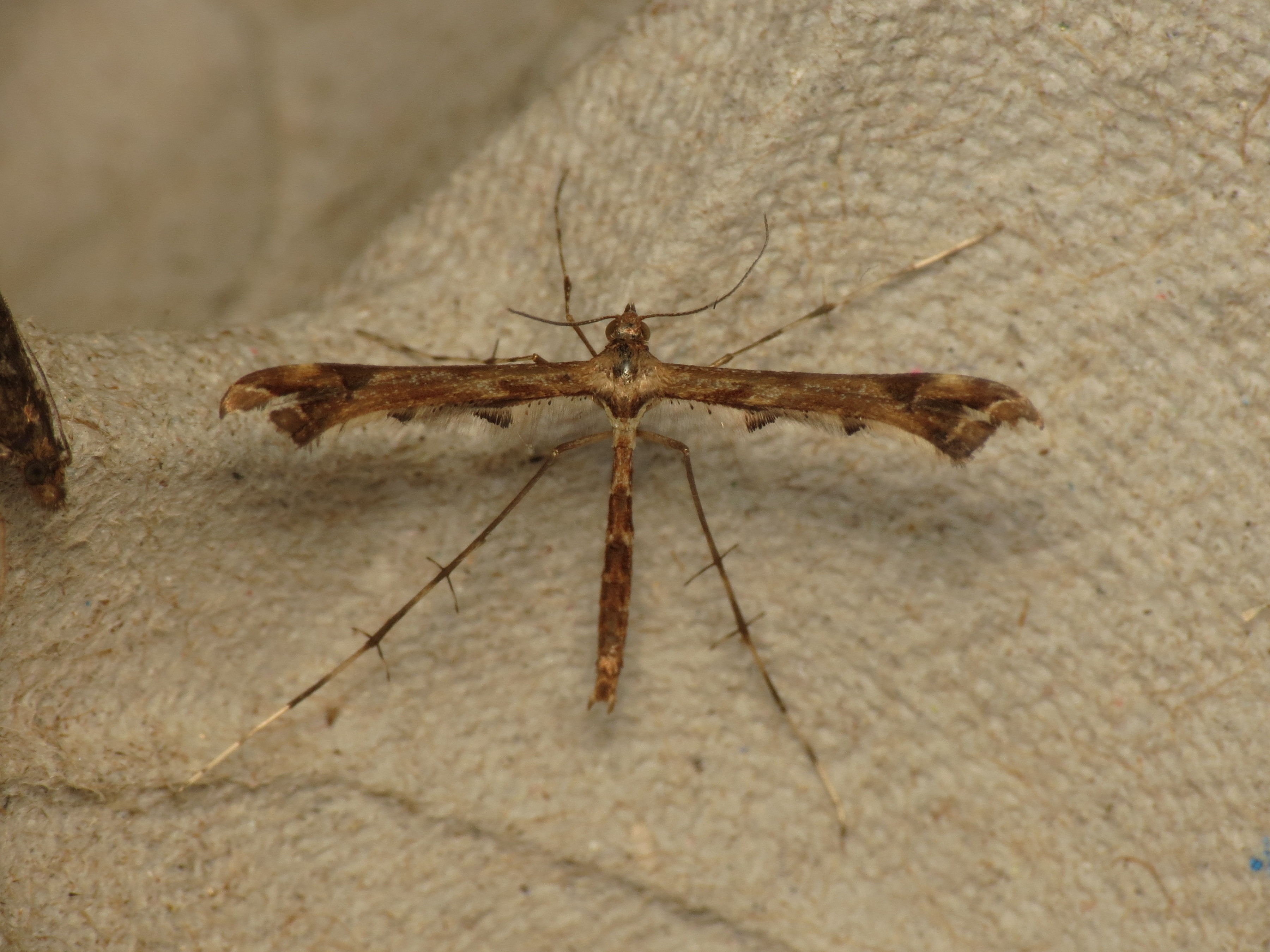
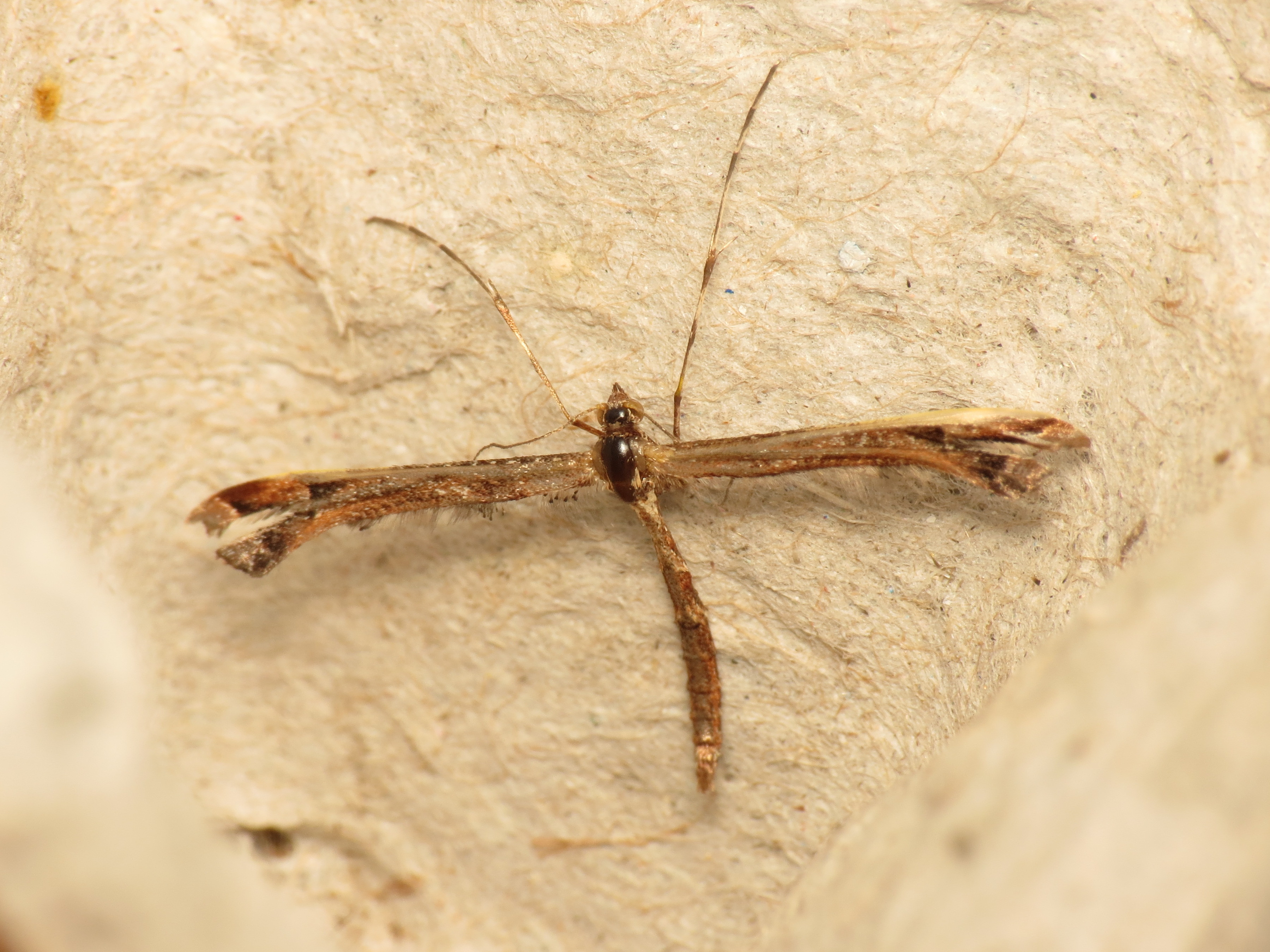
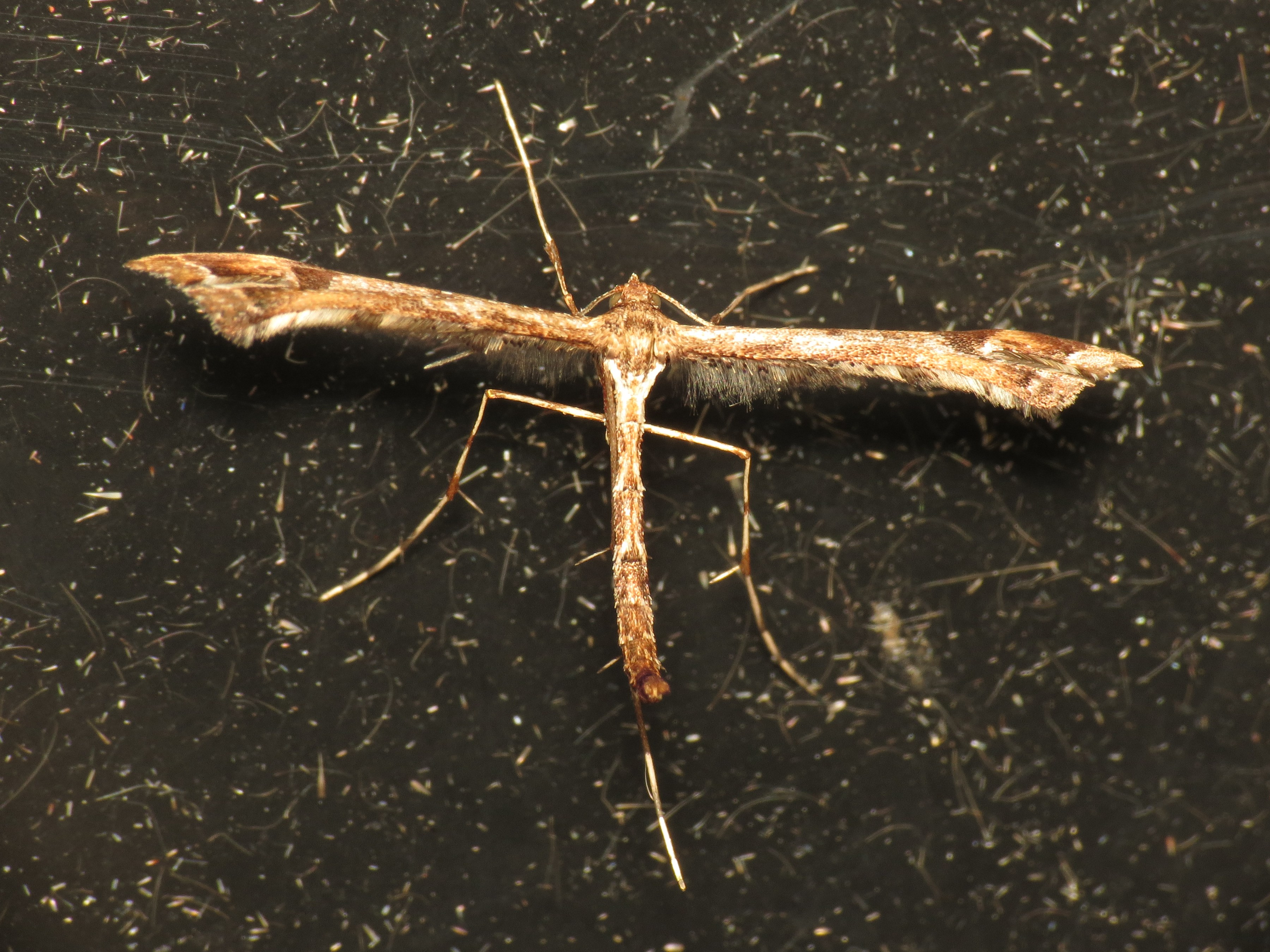